# صور (ألبوم)
صور هو البوم للفنان العراقي كاظم الساهر، تم إصداره عام 2008 من إنتاج شركة روتانا.

## قائمة الأغاني
- اخيرا‍‌  - 4:13-من كلمات داود الغنام-الحان-كاظم الساهر
- ام الشيله  - 3:48-من كلمات كاظم الساهر-الحان-كاظم الساهر
- انسى العالم  - 3:47-من كلمات كاظم الساهر-الحان-كاظم الساهر
- ست الحلوات  - 3:39-من كلمات كاظم الساهر-الحان-كاظم الساهر
- صدف  - 4:00-من كلمات كاظم الساهر-الحان-كاظم الساهر
- صور  - 4:19-من كلمات بدر بن عبد المحسن-الحان-محمد شفيق
- تحب تدلع  - 3:56-من كلمات كاظم الساهر-الحان-ماظم الساهر
- تحبنى  - 4:19-من كلمات بدر بن عبد المحسن-الحان-محمد شفيق
- عايل - 4:21-من كلمات كاظم السعدي-الحان-تراث
- علامك  - 4:19-من كلمات داود الغنام-الحان-كاظم الساهر
- مع بغداديه  - 7:29-من كلمات نزار قباني-الحان-كاظم الساهر
- ماخد الروح  - 5:19-من كلمات كاظم السعدي-الحان كاظم الساهر
- هات حضنك  - 4:47-من كلمات نشوى جرار-الحان-كاظم الساهر